# 조선 후기의 문학
조선 후기의 문학(朝鮮後期－文學) 문서에서는 조선시대 후기의 문학에 관해 설명한다.

## 개설
조선 사회는 임진왜란의 쓰라린 상처가 채 아물기도 전인 30년 후 다시 병자호란을 겪게 되니 민족적 시련은 그 극에 달했다. 이 양란으로 말미암아 그 피해도 막대했거니와 서서히 자아에 대한 각성도 움터 관료적 지배층인 양반계급의 무력함이 폭로되었고 또한 자기 계급 내에서도 비판의식이 대두되었다. 따라서 평민들의 권리가 신장하여 서서히 상업 경제가 일어났고, 종래의 공리 공론만 일삼던 도학적 학풍에서 벗어나 사회를 개량하고 국민의 복리 후생을 도모하려는 새로운 학풍이 대두되었다. 
이 새로운 실사구시(實事求是)의 학풍은 청나라를 통한 서양 문물의 전래와 함께 이를 주체적으로 수용하기 위한 일군(一群)의 학자들에 의해 이루어졌다. 이수광, 한백겸(韓百謙), 유형원(柳馨遠), 홍만선(洪萬選), 이익(李瀷) 등에 이르러 실학의 체계가 본격화되었고, 안정복(安鼎福), 정약용(丁若鏞) 등 백과사전파의 출현을 보았다. 이러한 학풍은 박제가(朴齊家), 이덕무(李德懋), 유득공(柳得恭) 등 실학자에게 계승 발전되니 이것이 조선의 근대화를 위한 주체적인 자각과 노력이다. 한편 서학인 천주교의 신앙 또한 조선사회에 전래되어 봉건사회의 오랜 미몽(迷夢)에서 깨우치는 데 힘이 되어 주었다. 이러한 사회의 변모와 자각 속에서 박지원의 현실 비판의 소설이 문학이 특수계급인 양반 관료의 완롱물(玩弄物)이 아니라 학으로서의 지표(指標)가 세워졌다. 이러한 과정 속에서 차츰 장편적인 가사나 소설이 출현하였고, 서정적인 유배문학에서 산문정신의 문학적 표현인 소설의 발달을 촉진하게 되었다. 자연의 예찬이나 은둔적인 생활은 근대적인 산문으로 대치되었고, 문학의 폭은 그만큼 확대되었다. 중인계급에 의해 사설시조가 이루어졌고, 또 국민적인 문학 향수(享受)의 자리에 광대의 창(唱)과 판소리를 통한 서민문학의 형자(形姿)가 이룩된 것이다

## 배경
임진왜란 이후부터 1894년 갑오경장(甲午更張)에 이르는 약 300년간의 문학은 조선 후기의 문학에 속한다. 선조 25년(1592)에 일어난 임진왜란은 일찍이 없었던 큰 전쟁이었고 7년 동안이나 계속되었으니 국민들의 정신적 또는 물질적 피해는 극히 큰 바가 있었다. 그런데 임진왜란이 끝나고 얼마 안 되어 인조 때에 또다시 병자호란이 일어나 두 번이나 전쟁을 겪었으니 이 양란으로 말미암아 국토는 황폐해지고 민생은 도탄에 빠져 그 상처는 이루 말할 수 없었다.
이러한 비상시국을 수습 못하는 귀족 양반들의 무력함을 절감한 평민들은 마침내 자기 스스로의 힘을 깨닫게 되었으니 평민들의 자각이 일기 시작한 것이 이 시기의 특징이었다. 따라서 평민들의 자각심은 문학에까지 그 영향을 주어 평민문학이 대두되고 또 발흥하게 되었다. 

## 시가 문학
임·병 양란을 치르고 난 숙종 시대는 전대(前代)의 화려한 문학을 계승하여 후대의 문학을 일으키게 한 과도기였다. 숙종 이전까지는 한국 문학은 일종의 한문학의 여기(餘技)로 생각하던 것이 숙종 이후는 그러한 여기문학의 몰락시대를 이루어 시가 방면만 보더라도 김성기(金聖器), 김유기(金裕器), 주의식(朱義植), 이정보(李鼎輔), 남구만(南九萬), 박태보(朴泰輔) 등 기타 수많은 작가들이 쏟아져 나와 작품을 내었다.
이와 같이 헤아릴 수 없을 만큼 많은 시가인들이 배출되었을 뿐 아니라, 양란을 계기로 유연히 일어난 평민의식이 높아짐에 따라 평민문학이 줄기차게 일어남과 아울러, 지난날의 시가 작품의 전체적인 수집과 정리를 하는 가집 편찬 사업이 또한 줄기차게 일게 되었다. 평민 출신이며 뛰어난 가객(歌客)인 김천택(金天澤)은 영조 3년에 유명한 <청구영언(靑丘永言)>을 엮어 내었고, 영조 39년에는 김수장(金壽長)이 엮은 <해동가요(海東歌謠)>가 나왔으며, 고종 13년에는 박효관(朴孝寬)과 안민영(安玟英)이 편찬한 <가곡원류(歌曲源流)>가 나왔으며, <고금가곡(古今歌曲)> <동가선(東歌選)> <남훈태평가(南薰太平歌)> 등 많은 가집들이 세상에 나타났다.
임·병 양란이야말로 조선의 양대 병란이었으니, 이에 관련하여 무부(武夫)의 기개가(氣槪歌)나 또는 적침에 대한 원한을 읊은 시조가 많이 나와 민족정기에 불타는 마음을 나타낸 작품들이 있다. 일례를 들면 임란 때 왜군을 물리친 용장 이순신(李舜臣) 장군의 한산(閑山)섬의 시조는 그 애끓는 심회를 토로하였고, 병자호란을 당하여 강화도에 피란했던 왕세자 봉림대군(鳳林大君)이 인질로 선양(瀋陽)에 끌려갈 때 부른 청석령(靑石嶺)의 노래와 청음(淸陰) 김상헌(金尙憲)의 '가노라 삼각산(三角山)아 ' 운운한 시조는 처량하기도 하다. 이뿐 아니라 당쟁이 심한 조선 사회에서 그 희생이 되기를 두려워하여 관계(官界)를 벗어나 농촌에 돌아가 강호(江湖)에 묻혀 살려는 은일적·도피적 사상이 반영되어 있는 강호 한정가(閑情歌)가 조선 후기에 많이 보였고, 고산(孤山) 윤선도의 <어부사시사>나 <산중신곡> 같은 시가는 자연시인으로서의 그의 풍모를 잘 나타내고 있다. 이에 대하여 평민들의 시조는 향략적·취락적(醉樂的)·연정적인 노래가 많으며, 근세에 와서는 작자 미상의 평민들이 읊었다고 생각되는 사설시조가 많음이 그 특색이라 하겠다.
다음 가사 문학에서는 조선 전기에 속할 수 있는 송강(松江) 정철(鄭澈) 같은 가사의 최고봉을 이어 후기에서는 송강과 가사문학의 쌍벽이라고 할 수 있는 노계(蘆溪) 박인로(朴仁老)가 나타났으니, 임란 때 읊은 <태평사(太平詞)> <선상탄(船上嘆)>을 비롯하여 <누항사(陋巷詞)> <사제곡(莎堤曲)> <독락당(獨樂堂)> <영남가(嶺南歌)> <노계가(蘆溪歌)> 등 7편의 가사가 전하고 있다. 이 밖에 조선 후기의 가사로 유명한 것은 영조 때 김인겸(金仁謙)이 지은 <일동장유가(日東壯遊歌)>, 고종 때 홍순학(洪淳學)이 지은 <연행가(燕行歌)>, 철종 때 김진형(金鎭衡)의 <북천가(北遷歌)> 등 장편의 가사가 있고, 기타 유명·무명작가의 가사들이 많으며 영남 부녀들이 주로 지었다는 이른바 내방가사(內房歌辭)가 허다하게 전하고 있다.

## 소설 문학
조선 후기에 들어와서는 시가문학뿐 아니라 소설문학도 발연(勃然)히 일어났다. 임·병 양란을 치른 후에 신문예가 발흥되었을 뿐 아니라 한글로 기록된 소설도 나왔지만 아직까지도 한문으로 기록된 소설이 많아서 그러한 문학은 특수계급의 문학이었지 일반 대중문학은 되지 못하였다. 그러던 것이 평민계급들의 자아(自我)에 눈뜬 문예운동이 한글과 함께 시작되어 소설문학은 일반 서민계급과 발전을 같이하게 되었다. 숙종시대는 우리의 소설문학이 발흥한 시대였으니, 그 원인의 또 하나는 이웃나라 중국이 소설문학의 가장 찬란하던 명말(明末)에서 청초(淸初)에 걸쳐 있어 그 영향도 있었기 때문이다. 중국으로부터 유입된 많은 소설들은 일반 대중이 애독하였을 뿐 아니라, 대부분은 우리말로 번역 또는 번안되어 자연스럽게 우리의 소설문학을 자극하였고, 한글 자체에서도 조선 후기에 들어와서는 완전히 보편화되어 소설 발달에 절호의 기회를 주었던 것이다. 이와 같이 숙종시대는 시가 방면의 발전도 볼 수 있으나, 고대소설의 발달사적 단계는 숙종 시대를 중심으로 최고봉을 이루었으니, 우리 문학은 우리말로 써야 한다는 국어 존중론자인 서포(西浦) 김만중(金萬重) 같은 이가 나와 소설로서 우수한 <구운몽(九雲夢)> <사씨남정기(謝氏南征記)> 등을 제작하였던 것이다. 선(宣)·인(人) 간에 배태된 한글로 된 소설문학이 이 때에 와서 전성함에 따라 임·병 양란을 겪은 선민(先民)들은 <임진록>을 위시한 <유충렬전> <조웅전> 등 군담소설을 즐겨 썼고, <구운몽>이 나온 뒤로는 <옥루몽(玉樓夢)> <옥련몽(玉蓮夢)> 등 몽자류 소설이 나오게 되었고, 또다시 <토끼전> <두껍전> <콩쥐팥쥐> <흥부전> <심청전> 등 동화·전설 등 설화를 소설화한 작품들이 쏟아져 나오게 되었다.
다음 영조(英祖)·정조(正祖)시대로 내려오면서 조선의 문화는 더욱 견실하여졌고, 근세에서 가장 특색이 있는 시대이니 일종의 문예부흥적 기운(氣運)이 농후하였다.

## 위항 문학
19세기에는 상품화폐경제가 발전함에 따라 서민사회가 성장하면서 세도정치에 소외된 양반·중인층 사이에서 새로운 문학풍조가 나타났다. 흔히 위항인(委巷人)으로 불리는 중인, 서얼층의 문인들이 시사(詩社)라는 인왕산 기슭의 송석원(松石園)을 중심으로 한 옥계시사(玉溪詩社)와 일섭원(日涉園) 및 칠송정(七松亭)을 중심으로 한 서원시사(西園詩社), 비연시사(斐然詩社), 그리고 직하시사(稷下詩社)를 들 수 있다. 이들 시사의 중심인물은 역관(譯官)을 비롯한 한양 중인들이었지만, 명망 있은 한양 양반들과도 긴밀하게 교류할 만큼 한문학의 수준이 높았다. 그리고 이들이 한양의 명승지에 모여들어 시주(詩酒)를 즐길 수 있었던 것은 대외무역을 통해서 안정된 생활을 누릴 수 있었기 때문이었다. 그들은 경제적으로나 학문적으로나 양반과 거의 동등한 수준으로 성장하였다. 당시 중인(中人)문학의 대표적 인물은 장지완(張之琬)·정수동(鄭壽銅)·조희룡(趙熙龍)·이경민(李慶民)·박윤묵(朴允默)·조수삼(趙秀三) 등이다.

## 서민 문학
그리고 문학작품이 판소리와 잡가, 소설과 가면극의 형태로 나타난 것도 이 시대 문학의 주요 특징이다. 판소리는 광대들이 소설의 줄거리를 아니리(獨白)와 타령(唱)을 섞어가며 전달하는 것인데, 〈춘향가〉, 〈적벽가〉, 〈심청가〉, 〈토끼타령〉, 〈흥부가〉, 〈가루지기타령〉은 가장 인기 있는 판소리 사설이었다. 판소리 사설을 창작하고 정리하는 데 가장 큰 공헌을 한 사람은 19세기 후반의 전라도 고창 사람 신재효(申在孝)로서, 그는 판소리 12마당을 정리했다고 하는데 지금은 11마당만 전한다. 그러나 판소리는 지방마다 창법이 달라 서편제·동편제의 구별이 있었다.
해학과 풍자성이 강한 잡가는 주로 도시 평민 사이에서 유행했는데, 〈새타령〉, 〈육자배기〉, 〈사랑가〉, 〈수심가〉 등이 있다.
19세기에는 이야기책으로 불리는 대중소설이 유행하여 민간부녀자 사이에 널리 인기를 끌었다. 이 시기에 유행한 국문소설(이야기책)로서는 《옥루몽(玉樓夢)》, 《배비장전(裵裨將傳)》, 《채봉감별곡》 등이 유명하며, 특히 19세기 중엽에 필사된 《완월회맹연》(玩月會盟宴)은 180권이나 되는 방대한 분량으로 효제충신의 내용을 담은 것이다. 또한 농촌의 세시풍속을 노래한 〈농가월령가〉, 한양의 아름다움과 번영을 노래한 〈한양가〉, 중국의 사행(使行)을 노래한 〈연행가〉, 그리고 〈규방가사〉도 널리 불렸다. 이 밖에 꼭두각시극과 같은 인형극이 유행한 것도 이 시기의 한 특색이다. 사당패로 불리는 천민 음악가들이 엄격한 조직체를 유지하면서 각종 묘기와 풍물놀이의 음악활동을 벌인 것도 새로운 변화이다.

## 같이 보기
- 조선 전기의 문학